# Myriad (softwarebedrijf)
Myriad is een softwarebedrijf uit Toulouse, Frankrijk en is gespecialiseerd in muzieknotatie en bijhorende software. Het bedrijf werd opgericht in 1988 door enkele freelance-programmeurs.
De aanvankelijke bedoeling van Myriad was om software te ontwikkelen voor grafische, muzikale en multimedia-doeleinden. Al hun producten vallen onder de licentie van Shareware en de meeste zijn zelfs bijna volledig functioneel. Myriad is dan ook van mening dat hun gebruikers de software uit eigen initiatief zullen aankopen. Naast twee computerspellen (Awale en Ancients) en een Media Galerij (Galerie) bestaat hun huidige productgamma enkel uit muzieksoftware. Een groot deel van de muzieksoftware is in het Nederlands beschikbaar.

## Harmony Assistant
Harmony Assistant is een professioneel muzieknotatieprogramma waarbij het zelfs mogelijk is om bij de noten automatisch de tabulatuur van het gekozen muziekinstrument bij te voegen. Naast het afdrukken van de ganse muziekpartituur voor een dirigent en de partituur voor de spelers, kan Harmony Assistant ook schema's afdrukken die kunnen worden gebruikt in bijvoorbeeld draaiorgels en pianola's. Het programma gebruikt geen MIDI om de muziek af te spelen, maar wel een eigen softwarematige wavetable die de klanken afspeelt over de WAVE-poort van de geluidskaart.

## Melody Assistant
Dit is een eenvoudigere variant van Harmony Assistant. Heel wat geavanceerde opties ontbreken in dit programma.

## Wavetable
Myriad voorziet drie wavetable-bestanden:
- Standard Base: deze wordt geleverd in de Sharewareversie
- Advanced Base: deze wavetable wordt geleverd in de aangekochte versie
- Gold Base: dit is een extra aan te kopen wavetable die opgenomen klanken bezit van meer dan 500 instrumenten. De standard en Advanced Wavetable bezitten één sample van de beschikbare instrumenten. De Gold base heeft voor elk instrument meerdere samples beschikbaar.[3]

## Myriad Music Plugin
Met deze plug-in was het mogelijk om bestanden aangemaakt met Harmony of Melody rechtstreeks te spelen vanuit een browser. De plug-in zorgde er oom voor dat de bladmuziek op het scherm werd getoond. De plug-in vereist NPAPI een technologie die omwille van beveiligingsredenen niet meer wordt ondersteund.

## Virtual Singer
Virtual Singer is een plug-in die toelaat om de muziektekst van een notenbalk effectief te laten zingen. In Virtual Singer kiest men een voorgedefinieerde stem (man, vrouw, kind, koor, ...) en vervolgens de taal van de muziektekst. Daarna zal Virtual Singer de tekst koppelen aan de overeenkomstige muzieknoot rekening houdend met de gekozen stem en uitspraak van de gekozen taal. In de achtergrond wordt de klank van de muzieknoten veranderd naar de te zingen woorden. Virtual Singer kan zingen in het Engels (met Brits of Amerikaanse tongval), Frans, Duits, Spaans, Italiaans, Japans, Fins en Occitaans. Uiteraard is het mogelijk om Virtual Singer teksten te laten zingen van een andere taal, maar uitspraken, accenten, klanken, ... zullen niet correct zijn omdat dit wordt gegenereerd op basis van het gekozen taalprofiel.

## Real Singer
Real Singer is een geavenceerde versie van Virtual Singer. Met deze plug-in kan de gebruiker zelf een "Virtual Singer" aanmaken door reële personen enkele teksten te laten inspreken via de microfoon. Real Singer maakt op basis van de opnames een profiel aan dat later als muziekstem kan worden geselecteerd.

## OMeR
OMeR is een methode om bladmuziek in te scannen. OMeR zal de scan analyseren en op basis daarvan een nieuw bewerkbaar Harmony-bestand aanmaken. OMeR werkt enkel goed indien het origineel document eenvoudig en duidelijk is. Meer gecompliceerde of klein afgedrukte bladmuziek resulteert niet in het gewenste resultaat.

## PDFtoMusic
Dit pakket zal bladmuziek opgeslagen in een pdf-bestand scannen en hier een nieuw bewerkbaar Harmony-bestand van maken. De voorwaarde is wel dat de pdf moet aangemaakt zijn vanuit een muziekprogramma. PDFtoMusic werkt niet wanneer men met een scanner bladmuziek inscant, deze bewaart als pdf en vervolgens opent in PDFtoMusic.
Er is ook nog een PRO-versie beschikbaar die iets meer functionaliteiten heeft, maar ook hier is de beperking dat de pdf moet gemaakt zijn vanuit een muziekprogramma.

## Wedstrijd
Regelmatig organiseert Myriad een wedstrijd waarin componisten muziekstukken kunnen indienen. Punten worden gegeven op het muziekstuk zelf, maar ook op de pagina-lay-out, aanwijzingen, contrapunt, gekozen instrumenten en duidelijkheid van de noten. Het reglement staat vermeld op de website van Myriad